# Allonzier-la-Caille
Allonzier-la-Caille è un comune francese di 1 583 abitanti situato nel dipartimento dell'Alta Savoia della regione dell'Alvernia-Rodano-Alpi.

## Società

### Evoluzione demografica
Abitanti censiti